# Maggie Winters
Maggie Winters är en amerikansk komediserie som sändes på CBS mellan 1998 och 1999 skapad av Kari Lizer. Three for the Seesaw och Spare Me sändes aldrig i USA men har visats i utlandet.

## Handling
Nyskilda tandläkaren Maggie Winters flyttar in hos sin mamma i Estelle hemma i Shelbyville, Indiana och byter karriär och börjar jobba i varuhuset Hanley's.

## Rollista
- Faith Ford som Maggie Winters
- Shirley Knight som Estelle Winters
- Jenny Robertson som Robin Foster
- Alex Kapp Horner som Lisa Harte
- Brian Haley  som Tom Vanderhulst
- Clea Lewis som Rachel Tomlinson
- Robert Romanus som Jeff Foster

## Avsnitt
| #  | Titel                                        | Regissör           | Skriven av                       | Sändningsdatum    | Produktionskod |
| -- | -------------------------------------------- | ------------------ | -------------------------------- | ----------------- | -------------- |
| 1  | "Total Eclipse"                              | Michael Lessac     | Kari Lizer                       | 30 september 1998 | 03-99-179      |
| 2  | "Maggie's Master Plan"                       | Michael Lessac     | Kari Lizer                       | 7 oktober 1998    | 03-98-101      |
| 3  | "Likable Maggie"                             | Michael Lessac     | Leslie Caveny                    | 14 oktober 1998   | 03-98-104      |
| 4  | "Mama's Got a Brand New Bag"                 | Michael Lessac     | Eve Ahlert & Dennis Drake        | 21 oktober 1998   | 03-98-102      |
| 5  | "Suburban Myth"                              | Michael Lessac     | Jeanette Collins & Mimi Friedman | 28 oktober 1998   | 03-98-105      |
| 6  | "Singles Night"                              | Michael Lessac     | Susannah Hardaway                | 4 november 1998   | 03-98-106      |
| 7  | "Friend or Faux"                             | Michael Lessac     | Mark Amato                       | 11 november 1998  | 03-98-107      |
| 8  | "And Those Who Can't"                        | Michael Lessac     | Eve Ahlert & Dennis Drake        | 18 november 1998  | 03-98-109      |
| 9  | "Angstgiving Day"                            | Michael Lessac     | Leslie Caveny                    | 25 november 1998  | 03-98-108      |
| 10 | "Dinner at Rachel's"                         | Michael Lessac     | Bill Canterbury                  | 9 december 1998   | 03-98-103      |
| 11 | "When Sonny Gets Blue"                       | Michael Lessac     | Lawrence Broch                   | 16 december 1998  | 03-98-110      |
| 12 | "You'll Never Walk Alone in This Town Again" | Lee Shallat-Chemel | Kari Lizer                       | 4 januari 1999    | 03-98-112      |
| 13 | "Working Robin"                              | Michael Lessac     | Bill Cantebury                   | 6 januari 1999    | 03-98-111      |
| 14 | "Sometimes You Feel Like a Nut"              | Lee Shallat-Chemel | Susannah Hardaway                | 20 januari 1999   | 03-98-113      |
| 15 | "Suffering Estelle"                          | Lee Shallat-Chemel | Bill Canterbury                  | 27 januari 1999   | 03-98-114      |
| 16 | "Girls Night Out"                            | Lee Shallat-Chemel | Leslie Caveny                    | 3 februari 1999   | 03-98-117      |
| 17 | "Spare Me"                                   |                    | Jeanette Collins & Mimi Friedman | Sändes ej i USA   | 03-98-115      |
| 18 | "Three for the Seesaw"                       |                    | Eve Ahlert & Dennis Drake        | Sändes ej i USA   | 03-98-116      |